# Praça Marechal Âncora

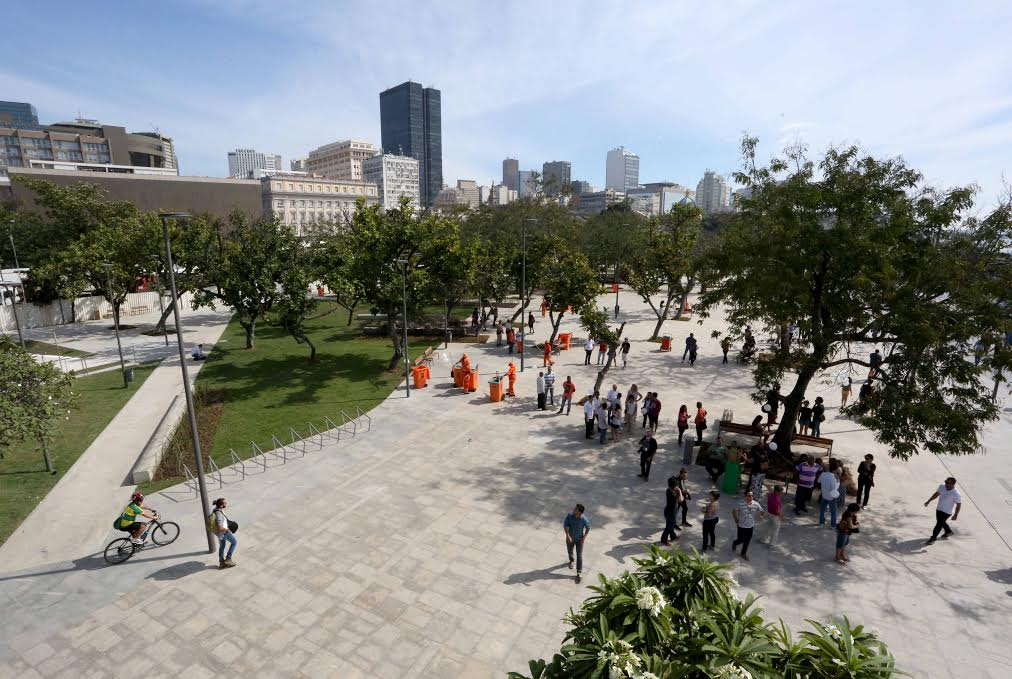
A Praça Marechal Âncora após a revitalização, em 2016.

A Praça Marechal Âncora é uma praça situada no bairro do Centro, na Zona Central da cidade do Rio de Janeiro. Integra a Orla Conde, um passeio público que margeia a Baía de Guanabara.
A praça foi reinaugurada em 29 de maio de 2016 após ser reurbanizada. A revitalização da praça foi feita no âmbito do Porto Maravilha, uma operação urbana que visa revitalizar a Zona Portuária do Rio de Janeiro.
Antes conhecido como Largo do Moura, em suas cercanias situam-se várias edificações da época colonial, entre as quais a do Museu Histórico Nacional, a da Igreja de Nossa Senhora de Bonsucesso e a da Santa Casa da Misericórdia. É vizinha à Praça XV e à Estação Praça XV da CCR Barcas. Em seu interior situa-se o Ancoramar, um restaurante com vista privilegiada para a Baía de Guanabara, cuja culinária é especializada em peixes e frutos do mar.
A praça recebeu seu nome por homenagear Aires Antônio de Morais Âncora, o Marechal Âncora, um militar do Exército Brasileiro da época imperial que combateu na Guerra do Paraguai. Foi conselheiro de guerra do Império Brasileiro e ministro do Superior Tribunal Militar.

## Pontos de interesse
Os seguintes pontos de interesse situam-se nas redondezas da Praça Marechal Âncora:
- Praça XV
- Estação Hidroviária da Praça XV
- Museu Histórico Nacional
- Largo da Misericórdia
- Tribunal de Justiça do Estado do Rio de Janeiro (TJRJ)
- Acesso ao Túnel Prefeito Marcello Alencar
- Ancoramar